# Альварес, Элисабет
Элисабет Альварес исп. Elizabeth Alvarez Ronquillo (30 августа 1977, Сьюдад-Хуарес, Чиуауа, Мексика) — мексиканская актриса театра и кино. Рост — 165 сантиметров.

## Биография
Родилась 30 августа 1977 года в Сьюдад-Хуаресе. Среднюю школу окончила там же и мечтала стать актрисой, но поскольку художественных институтов и киношкол там не было, решила переехать в Мехико и поступить в CEA при телекомпании Televisa, после окончания в 2000 году дебютировала в мексиканском кинематографе и с тех пор снялась в 18 работах в кино и телесериалах. В 2004 году участвовала в реалити-шоу Большой брат, но быстро покинула шоу и оказалась за периметром телепроекта. Трижды номинирована на премии El Heraldo, People en Español и TVyNovelas, из которых она победила в 1-й (Путь любви) и 3-й премии (Самая прекрасная дурнушка).

## Личная жизнь
С 2004 по 2008 год встречалась с актёром Карлосом де ла Мота. В 2011 году вышла замуж за актёра Хорхе Салинаса и в 2016 году родила близнецов — Леона и Максиму Салинас Альварес.

## Фильмография

### Избранные телесериалы
- 1985-2007 — Женщина, случаи из реальной жизни
- 2005 — Наперекор судьбе — Минерва.
- 2006 — Самая прекрасная дурнушка — Марсия Вильярроель.
- 2007-08 — Огонь в крови — Химена Элисондо Асеведо.
- 2013 — Непокорное сердце — Лусия.

## Театральные работы
- 2012 — Духи Гардения — Мерседес.